# Карл Фрідріх (підводник)
Карл Фрідріх (нім. Karl Friederich; 21 червня 1914, Хруатфонтейн, Німецька Південно-Західна Африка — 2 травня 1942, Середземне море) — німецький офіцер-підводник, оберлейтенант-цур-зее крігсмаріне.

## Біографія
3 квітня 1937 року вступив на флот. З 7 січня 1942 року — командир підводного човна U-5, з 24 березня — U-74, на якому 23 квітня вийшов у перший похід.
1 травня 1942 року о 22:22 U-74 залишив свою оперативну зону для надання допомоги сильно пошкодженому внаслідок авіанальоту U-573 та був невдало атакований британським есмінцем «Анброукен». U-74 вийшов у ночі у визначені координати, але не знайшов постраждалий човен, який, як з'ясувалося наступного ранку, самостійно дістався порту Картахени в нейтральній Іспанії. Однак літаючий човен «Каталіна», який все ще шукав понівечений човен, у другій половині дня 2 травня вийшов на U-375. Морська повітряна розвідка вивела на місце події два британських есмінці «Ресле» та «Вішарт». 2 травня 1942 року ці есмінці прочесали навколишні води та потопили U-74 глибинними бомбами та бомбами «Хеджхог» у Середземному морі східніше Картахени; U-375 вдалося втекти. Усі 47 членів екіпажу загинули.

## Звання
- Кандидат в офіцери (3 квітня 1937)
- Морський кадет (21 вересня 1937)
- Фенріх-цур-зее (1 травня 1938)
- Обер-фенріх-цур-зее (1 липня 1939)
- Лейтенант-цур-зее (1 серпня 1939)
- Оберлейтенант-цур-зее (1 вересня 1941)